# Jean-Baptiste Joseph Debay den yngre

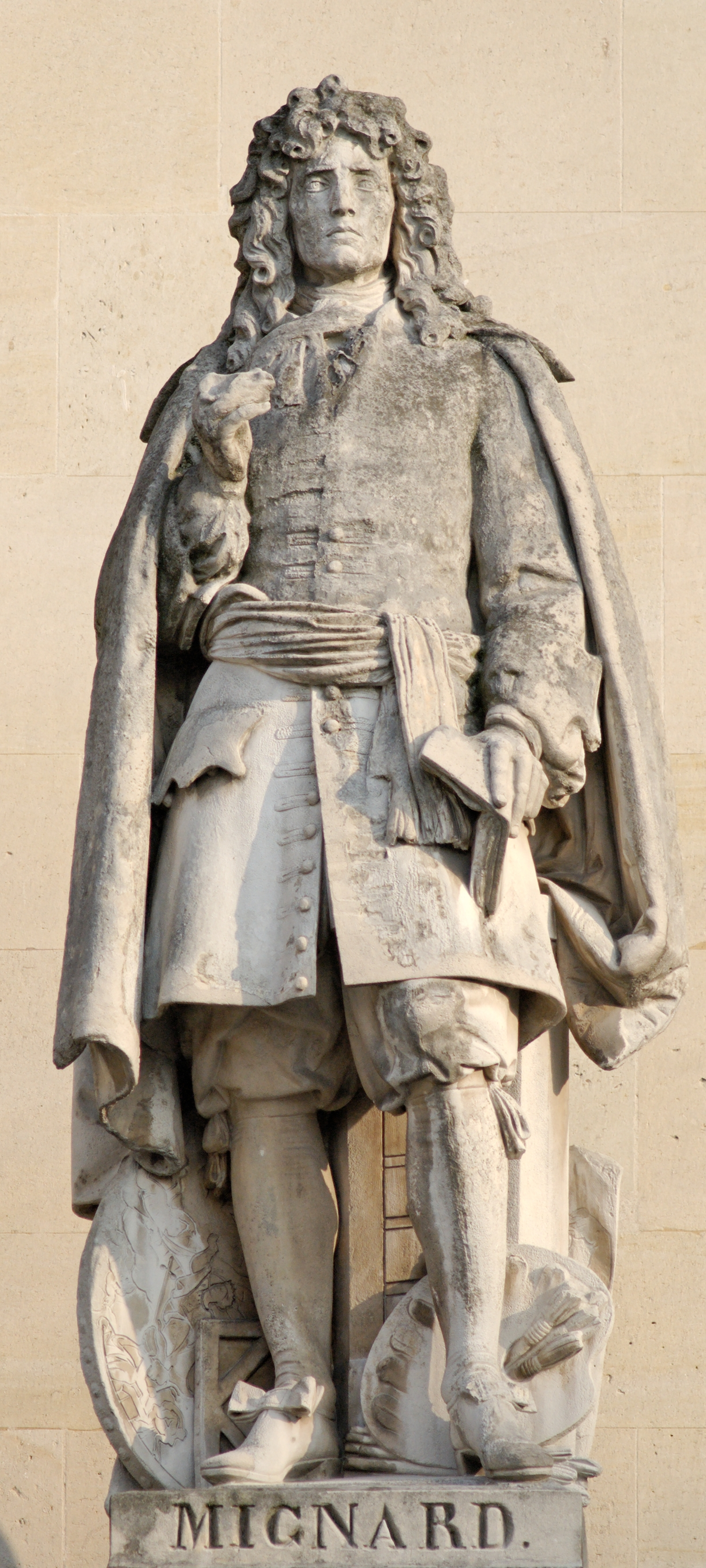
Mignard av Debay. Louvren.

Jean-Baptiste Joseph Debay den yngre, född 31 augusti 1802, död 7 januari 1862, var en fransk bildhuggare. 
Debay var elev till sin far, Jean-Baptiste Joseph Debay den äldre, och till François Joseph Bosio, och utförde flera statyer, bland dem Marskalk Oudinots monument och Karl VIII i marmor (1839; i Versailles-museet). Hans finaste verk är Ung slavinna.
Debays bror Auguste Hyacinthe Debay var också skulptör.